# Lincoln Motion Picture Company

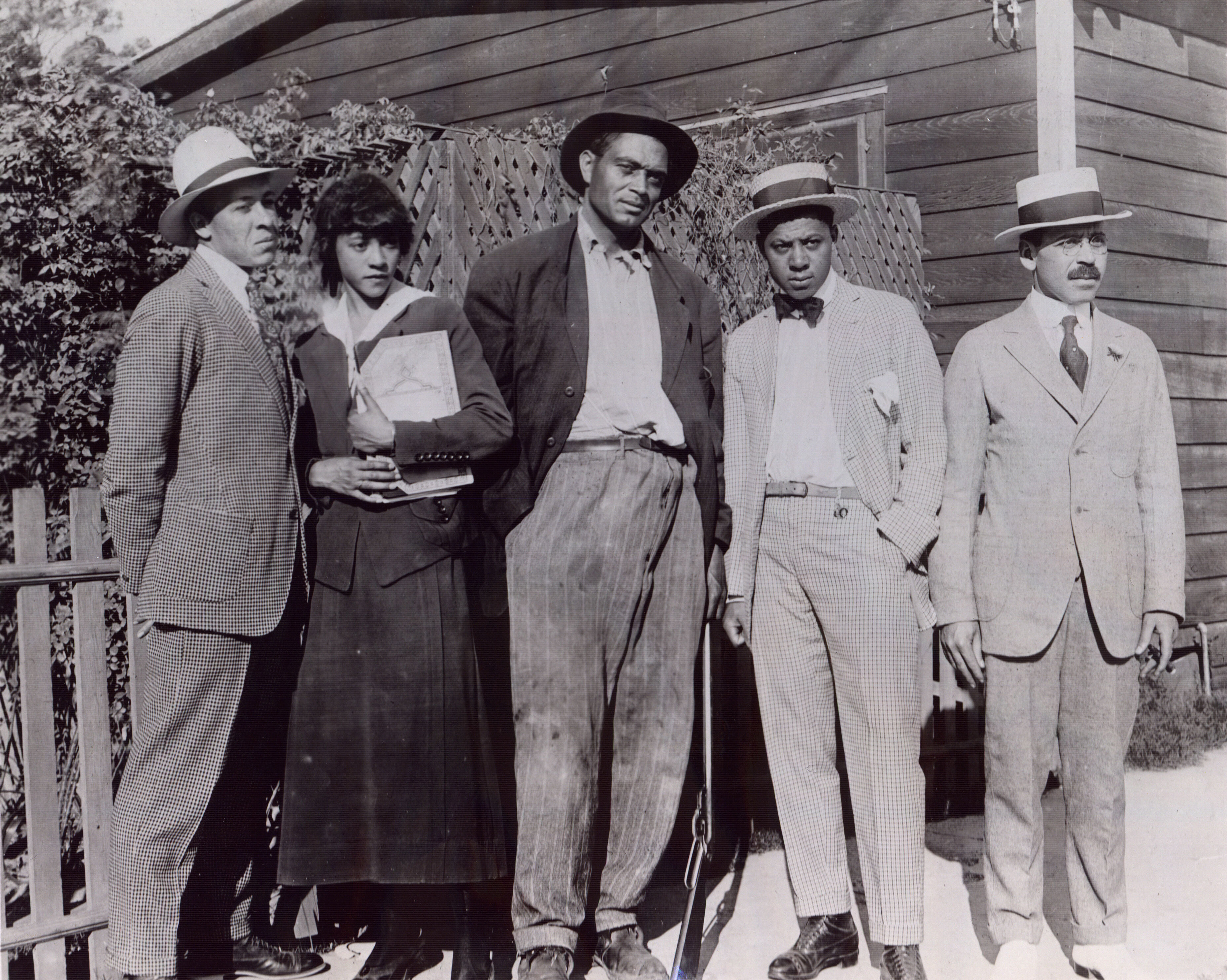
L'équipe de la Lincoln Motion Picture Company vers 1921. De gauche à droite : Clarence A. Brooks (secretaire), Beulah Hall Jones (actrice), Noble Johnson (président), Dudley Brooks (secrétaire assisant) et Dr. James Smith (trésorier).

La Lincoln Motion Picture Company est une société de production de cinéma américain fondée en 1916 par Noble Johnson et George Perry Johnson. 

## Historique
Noble Johnson était président, et le secrétaire était l'acteur Clarence A. Brooks. Dr. James T. Smith était trésorier, et Dudley A. Brooks était le secrétaire assisant. La compagnie était connue en tant que premier producteur de films d'afro-américains, dits Race films,,. Son siège était initialement situé à Omaha (Nebraska), et la société déménage à Los Angeles l'année suivante. Elle a été en activité jusqu'en 1923, peu après avoir annoncé un dernier projet de film, The Heart of a Negro. La spécificité de la Lincoln Motion Picture était de passer outre les rôles stéréotypés pour les noirs dans les comédies slapstick comedy d'Hollywood. Le slogan de la compagnie était « The "best advertised and most widely known Race Corporation in the world ». Face aux difficultés liées à la ségrégation raciale aux États-Unis, cette compagnie cesse ses activités en 1923.

## Filmographie

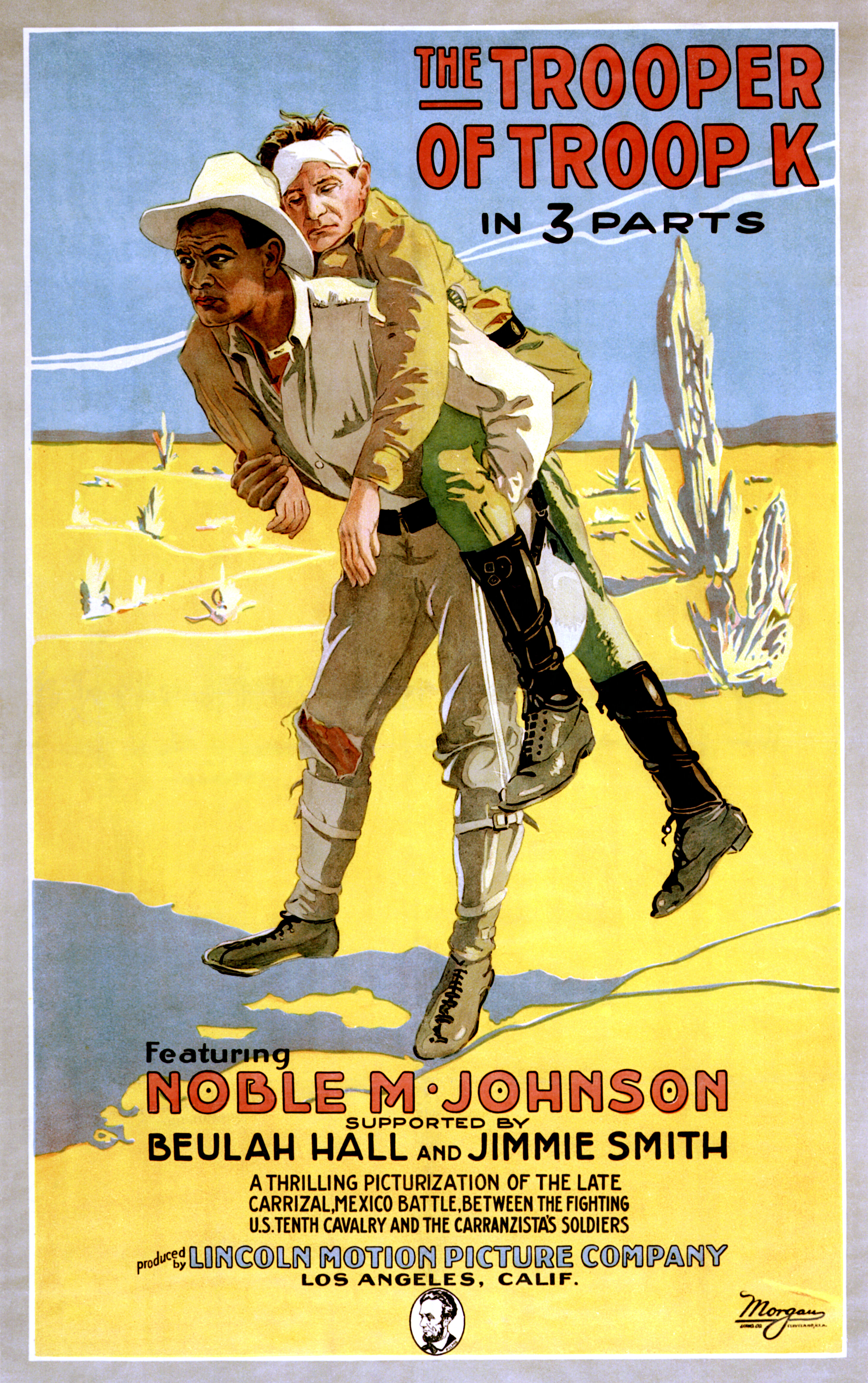
Affiche du film The Trooper of Troop K.

- 1916 : The Realization of a Negro's Ambition (en)
- 1916 : The Law of Nature (en)
- 1917 : The Trooper of Troop K
- 1919 : A Man's Duty (en)[8]
- 1921 : By Right of Birth (en)[6]